# Puchar Europy Mistrzyń Krajowych siatkarek (1968/1969)
Puchar Europy Mistrzyń Krajowych 1969 – 9. sezon Pucharu Europy Mistrzyń Krajowych rozgrywanego od 1960 roku, organizowanego przez Europejską Konfederację Piłki Siatkowej (CEV) w ramach europejskich pucharów dla żeńskich klubowych zespołów siatkarskich "starego kontynentu".

## Drużyny uczestniczące
- VOG Antwerpen
- Valbovol Woerden
- 17 Nëntori Tirana
- Fenerbahçe SK
- Dinamo Moskwa
- Újpest Dózsa
- Rapid Bukareszt
- Akademik Sofia
- Partizan Belgrad
- Max Mare Latore Reggio Emilia
- SL Benfica
- Slávia UK Bratysława
- Hapoel Hamaphil
- ÖMV Blau Gelb Wiedeń
- SC Uni Bazylea
- CSKA Moskwa
- Start Łódź
- PUC Paris

## Rozgrywki

### Runda wstępna
| Data       | Drużyna 1         | Wynik | Drużyna 2        | Sety                            |
| ---------- | ----------------- | ----- | ---------------- | ------------------------------- |
|            | VOG Antwerpen     | 3:1   | Valbovol Woerden |                                 |
| 26.01.1969 | VOG Antwerpen     | 0:3   | Valbovol Woerden | 4:15, 7:15, 1:15                |
|            |                   |       |                  |                                 |
|            | 17 Nëntori Tirana | 3:1   | Fenerbahçe SK    |                                 |
| 19.01.1969 | 17 Nëntori Tirana | 3:2   | Fenerbahçe SK    | 10:15, 13:15, 15:2, 15:7, 15:13 |

### Runda 1/8
| Data       | Drużyna 1         | Wynik | Drużyna 2                | Sety                   |
| ---------- | ----------------- | ----- | ------------------------ | ---------------------- |
|            | Dinamo Moskwa     | 3:0   | Újpest Dózsa             |                        |
| 27.02.1969 | Dinamo Moskwa     | 3:1   | Újpest Dózsa             |                        |
|            |                   |       |                          |                        |
|            | 17 Nëntori Tirana | 0:3   | Rapid Bukareszt          |                        |
| 23.02.1969 | 17 Nëntori Tirana | 0:3   | Rapid Bukareszt          | 0:15, 5:15, 2:15       |
|            |                   |       |                          |                        |
|            | Akademik Sofia    | :     | Partizan Belgrad         |                        |
|            | Akademik Sofia    | :     | Partizan Belgrad         |                        |
|            |                   |       |                          |                        |
| 01.03.1969 | Valbovol Woerden  | 3:0   | Max Mare Latore R.Emilia | 15:9, 15:13, 15:10     |
| 08.03.1969 | Valbovol Woerden  | 1:3   | Max Mare Latore R.Emilia | 3:15, 7:15, 15:6, 5:15 |
|            |                   |       |                          |                        |
|            | SL Benfica        | 0:3   | Slávia UK Bratysława     | 3:15, 6:15, 9:15       |
| 15.02.1969 | SL Benfica        | 0:3   | Slávia UK Bratysława     | 2:15, 1:15, 4:15       |
|            |                   |       |                          |                        |
|            | Hapoel Hamaphil   | 3:0   | ÖMV Blau Gelb Wiedeń     |                        |
| 02.03.1969 | Hapoel Hamaphil   | 3:1   | ÖMV Blau Gelb Wiedeń     |                        |
|            |                   |       |                          |                        |
| 08.02.1969 | Uni Bazylea       | :     | CSKA Moskwa              |                        |
|            | Uni Bazylea       | :     | CSKA Moskwa              |                        |
|            |                   |       |                          |                        |
| 26.02.1969 | PUC Paris         | 0:3   | Start Łódź               | 6:15, 8:15, 3:15       |
| 28.02.1969 | PUC Paris         | 0:3   | Start Łódź               | 3:15, 4:15, 4:15       |

### Ćwierćfinał
| Data       | Drużyna 1            | Wynik | Drużyna 2       | Sety                     |
| ---------- | -------------------- | ----- | --------------- | ------------------------ |
|            | Dinamo Moskwa        | 3:2   | Rapid Bukareszt |                          |
| 30.03.1969 | Dinamo Moskwa        | 3:1   | Rapid Bukareszt | 15:5, 15:13, 14:16, 15:0 |
|            |                      |       |                 |                          |
| 29.03.1969 | Valbovol Woerden     | 1:3   | Akademik Sofia  | 9:15, 15:13, 7:15, 8:15  |
| 05.04.1969 | Valbovol Woerden     | 0:3   | Akademik Sofia  | 11:15, 6:15, 10:15       |
|            |                      |       |                 |                          |
| 04.03.1969 | Slávia UK Bratysława | 3:0   | Hapoel Hamaphil | 15:1, 15:4, 15:3         |
|            | Slávia UK Bratysława | :     | Hapoel Hamaphil |                          |
|            |                      |       |                 |                          |
|            | CSKA Moskwa          | 3:0   | Start Lodz      | 15:4, 15:7, 15:7         |
| 26.03.1969 | CSKA Moskwa          | :     | Start Lodz      |                          |

### Półfinał
| Data       | Drużyna 1     | Wynik | Drużyna 2            | Sety             |
| ---------- | ------------- | ----- | -------------------- | ---------------- |
|            | Dinamo Moskwa | :     | Akademik Sofia       |                  |
| 04.05.1969 | Dinamo Moskwa | 3:1   | Akademik Sofia       |                  |
|            |               |       |                      |                  |
|            | CSKA Moskwa   | 3:1   | Slávia UK Bratysława |                  |
| 06.05.1969 | CSKA Moskwa   | 3:0   | Slávia UK Bratysława | 15:11 15:9 15:11 |

### Finał
| Data       | Drużyna 1     | Wynik | Drużyna 2   | Sety                          |
| ---------- | ------------- | ----- | ----------- | ----------------------------- |
| 11.06.1969 | Dinamo Moskwa | 3:2   | CSKA Moskwa | 15:3, 15:3, 12:15, 6:15, 15:9 |
| 12.06.1969 | Dinamo Moskwa | 3:1   | CSKA Moskwa |                               |

## Klasyfikacja końcowa
| Miejsce | Drużyna              |
| ------- | -------------------- |
| złoto   | Dinamo Moskwa        |
| srebro  | CSKA Moskwa          |
| 3-4.    | Akademik Sofia       |
| 3-4.    | Slávia UK Bratysława |